# Jean-François Ogier

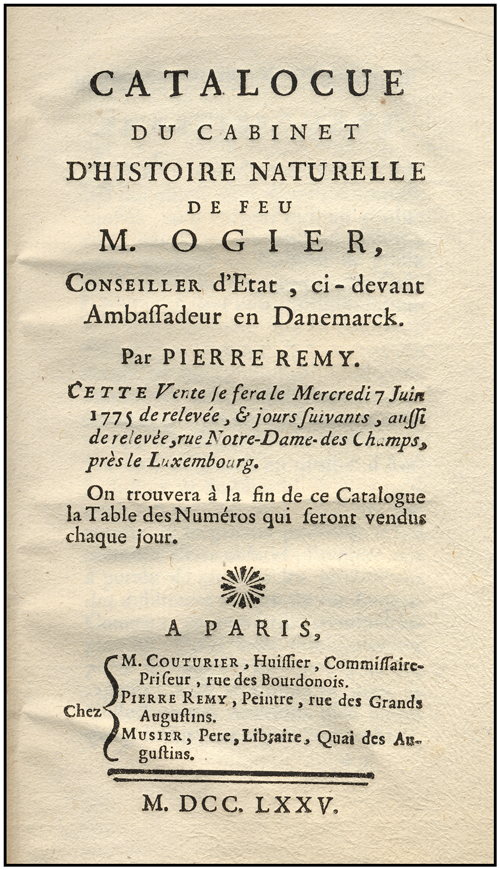
katalog aukcyjny kolekcji Jeana-François Ogiera z czerwca 1775

Jean-François Ogier (ur. 18 września 1703, zm. 23 lutego 1775 w Paryżu) – francuski dyplomata i naukowiec zajmujący się mineralogią.

## Życiorys
Jego ojcem był Pierre François Ogier, a matką Marie Thérèse Berger.
Poślubił Marie Guyonne Cavelier de Cressonsacq i mieszkał w Paryżu przy rue du quai d'Anjou w parafii l'Îsle Saint-Louis. Około roku 1768 kupił inny dom przy rue Notre-Dame des Champs nr 14.
Był urzędnikiem ("président de la chambre des requêtes") parlamentu paryskiego w latach 1729-1761, a potem jego honorowym prezydentem. On i kilku jego kolegów zostało w 1732 roku skazanych na banicję, ponieważ popadli w konflikt z innym mineralogiem kardynałem Jean Omer Joly de Fleury (1700-1755). W roku 1744 został nadintendentem Domu Delfina Francji ("surintendant de la maison de la Dauphine"). A jako opiekun kościoła parafialnego nadzorował budowę organów w kościele l'Îsle Saint-Louis (na wyspie Św. Ludwika).
Ogier został francuskim emisariuszem dla miasta Rzeszy Ratyzbona w 1752 roku, a w 1753 posłem francuskim przy dworze duńskim. Na tym stanowisku pozostał do roku 1766. Gdy rozpętała się wojna siedmioletnia, wysyłał zaopatrzenie do wojsk walczących w Kanadzie i innych koloniach. W roku 1766 powrócił do Francji, gdzie został radcą stanu (był nim do śmierci).
Ogier zmarł w lutym 1775, a 7 czerwca jego kolekcja minerałów została sprzedana na aukcji w Paryżu. W kolekcji przeważały minerały pochodzące ze Skandynawii.

## Literatura
WILSON, W.E. (2006) Fifty-four early collection catalogs [part III, p. 44-45]. Axis, v. 2, n. 1. www.MineralogicalRecord.com
HOGARTH, D. (2007) Personal communication.